# Dirck Cornelis de Hooch
Dirck Cornelis de Hooch (La Haia, 1613 - Kaliningrad, 1651) fou un pintor de retrats barroc neerlandès, de l'Edat d'Or neerlandesa.

## Biografia
Nascut el 1613 a la Haia, era un fill d'un holandès algutzir, Cornelis de Hooch i la seva esposa]Jannetje Dirx van Doverschey. Va pintar retrats i va ser alumne del pintor Pieter Quast. Dirk era amic de Jan Jansz Buesem i Hans van Evelen (Ebeleyn), els qui van testificar en el seu nom el 1649. El 1645 es va casar amb Anna Heckselaer d'Utrecht, vídua de Pieter Hermensz Wolphes. Dirk Cornelisz va assassinar un venedor de peix anomenat Stouthart a la Haia. És de suposar que per aquesta raó, va fugir a Kaliningrad, però s'esmenta novament a la Haia el 1651 assetjant verbalment en repetides ocasions a un cert Magdaleentje Ariens Colijns. Va ser possiblement germà de Charles Cornelisz. de Hooch.